# An Thạch
An Thạch là một xã thuộc huyện Tuy An, tỉnh Phú Yên, Việt Nam.
Xã An Thạch có diện tích 11,11 km², dân số năm 1999 là 5326 người, mật độ dân số đạt 479 người/km².